# Camila Busnello
Camila Busnello (São Paulo, 31 de julho de 1981) é uma jornalista e apresentadora de televisão brasileira. Atualmente é apresentadora na Record TV e Record News, em São Paulo.

## Biografia
Nascida na capital paulista, iniciou a carreira na rádio Jovem Pan, em 1999, onde trabalhou por quatro anos atuando desde a escuta ao ouvinte até como repórter de economia. Em paralelo à rádio, apresentou alguns programas na TV Alphaville. 
Em 2005, foi contratada pela Band e apresentou o Primeiro Jornal, durante um ano, ao lado de Fernando Vieira de Mello.
Já em 2006, foi contratada pela Record TV, atuando como repórter para os telejornais SP Record e Fala Brasil, além de apresentadora do Hora News, na Record News.
Em 2010, recebeu convite da Record TV para ser correspondente internacional em Nova York, nos Estados Unidos, onde ficou por dois anos. 
De volta ao Brasil, Camila atuou como repórter especial do Domingo Espetacular, durante seis anos com matérias nas diversas editorias.
Mostrando diariamente as principais notícias nacionais e internacionais, Camila apresentou o Boletim R7, que ia ao ar, ao vivo, durante os intervalos do Hoje em Dia e das novelas Bela, a Feia e Caminhos do Coração. O boletim era revezado com os  jornalistas Bruno Piccinato, Rodrigo Hinkel e Larissa Alvarenga.
Camila também foi apresentadora eventual no Fala Brasil Edição Especial de Sábado, e comandou o quadro "Qual é a Boa?", no mesmo telejornal. 
Em 2019, ao lado de Heródoto Barbeiro, apresentou o primeiro podcast do portal R7, o Resumo R7, que trazia as principais notícias do dia.  
Em 2020, começou a apresentar semanalmente o PodVirtz, podcast do Virtz do R7.com, destinado a discutir e valorizar notícias positivas, ações solidárias e entrevistas inspiradoras. Neste ano ainda estreou na bancada do Jornal da Record, ao lado de Eduardo Ribeiro.
Durante o ano de 2020, ainda como repórter do telejornal, ocupou o cargo de apresentadora eventual do Fala Brasil, do Boletim JR 24h, exibido ao longo da programação da Record TV e continuou no rodízio de apresentadores do Jornal da Record na edição dos sábados.
Já em 2021, Camila assumiu a apresentação da terceira edição do boletim JR 24h e do JR Trade, programa semanal da Record News que entrevista nomes da publicidade brasileira, diretores de marketing e representantes de grandes agências e empresas.
Em julho de 2021, estreou como âncora do JR News, na Record News, ao lado de Augusto Nunes, que se afastou do telejornal, sendo substituído por Gustavo Toledo. O jornalista Heródoto Barbeiro também participa do programa trazendo análises políticas, econômicas e os principais assuntos do dia.

## Trabalhos
| Ano           | Título                | Função                 | Emissora          |
| ------------- | --------------------- | ---------------------- | ----------------- |
| 1999-2003     | TV Alphaville         | Apresentadora          | TV Alphaville     |
| 2005-2006     | Primeiro Jornal       | Apresentadora          | Rede Bandeirantes |
| 2006-2008     | SP Record             | Repórter               | Record São Paulo  |
| 2008-2010     | Jornal da Record      | Repórter               | Rede Record       |
| 2010-2012     | Telejornais da Record | Correspondente         | Rede Record       |
| 2012-2018     | Domingo Espetacular   | Repórter               | Rede Record       |
| 2019          | Boletim R7            | Apresentadora          | Rede Record       |
| 2019-presente | Fala Brasil           | Apresentadora eventual | Rede Record       |
| 2020-presente | JR 24h                | Apresentadora          | Rede Record       |
| 2021-presente | Jornal da Record News | Apresentadora          | Record News       |

| Ano       | Emissora  | Cargo    |
| --------- | --------- | -------- |
| 1999-2004 | Jovem Pan | Repórter |